# Zamira Amirova
Zamira Shamiliyevna Amirova (Замира Шамилиевна Амирова), (ur. 11 czerwca 1979 w Taszkencie) – uzbecka biegaczka, dwukrotna olimpijka.

## Osiągnięcia
- cztery medale mistrzostw Azji:
  - srebrny w konkurencji biegu na 400 m oraz brązowy w biegu na 800 m (Kolombo 2002)
  - brązowy w konkurencji biegu na 800 m (Manila 2003)
  - srebrny w konkurencji biegu na 800 m (Inczon 2005)
- brązowy medal igrzysk azjatyckich w konkurencji biegu na 800 m (Pusan 2002)
- złoty medal halowych mistrzostw Azji w biegu na 800 m (Pattaya 2006)
- brązowy medal igrzysk azjatyckich w biegu na 800 m (Doha 2006)

### Występy na igrzyskach olimpijskich
Pierwszy raz Amirova wzięła udział w zmaganiach olimpijskich na igrzyskach w Sydney. Wystartowała w sztafecie 4 x 400 m. Biegaczki uzyskały łączny czas 3:43,96 min i zajęły ostatnie 8. miejsce w swoim biegu eliminacyjnym. W łącznej klasyfikacji zajęły 21. miejsce. Kolejny jej występ olimpijski miał miejsce w Atenach, gdzie wystartowała w biegu na 400 m. Uzyskała czas: 54,43 s i zajęła w swoim biegu eliminacyjnym 7. miejsce. Nie awansowała do dalszej rywalizacji. Łącznie została sklasyfikowana na 39. miejscu.